# Баалезор I

Финикия и Палестина во второй половине X века до н. э.

Баалезор I (Баал-эзер, Баал-мазер, Валвасор; «Баал помог»; финик. 𐤁𐤏𐤋𐤏𐤆𐤓, Ba‘al-ezor, Ba‘al-ma‘zer, ивр. בעלעזר‎, др.-греч. Βάδέζωρος, лат. Beleasarus) — царь Тира во второй половине X века до н. э.

## Биография
Баалезор I известен из единственного исторического источника: цитаты из Менандра Эфесского, сохранившейся в труде Иосифа Флавия «Против Апиона». В свою очередь, Менандр позаимствовал приводимые им свидетельства непосредственно из имевшихся в архивах города Тира хроник.
Согласно этому источнику, Баалезор I — сын Хирама I Великого, современника царей Израиля и Иудеи Давида и Соломона. Получив после смерти отца власть над Тиром, он правил семнадцать лет и скончался в возрасте сорока трёх лет. Преемником Баалезора I был его сын Абдастарт.
Датировка правлений властителей Тира, живших позднее середины IX века до н. э., основывается на упоминании в одной из надписей о получении в 841 году до н. э. правителем Ассирии Салманасаром III дани от тирского царя Баалезора II. Для датировок правлений более ранних тирских правителей используется упоминание Иосифом Флавием времени между восшествием на тирский престол царя Хирама I Великого и основанием Карфагена Дидоной: сто пятьдесят пять лет и восемь месяцев. Однако так как в трудах античных авторов упоминаются две даты основания Карфагена (825 и 814 годы до н. э.), в работах современных историков даты правлений властителей Тира, живших ранее середины IX века, не всегда синхронизированы. Правление Баалезора I датируется приблизительно второй половиной X века до н. э., а в качестве более точных дат упоминаются различные периоды с 950 по 901 год до н. э. включительно.
О правлении Баалезора I никаких сведений не сохранилось. На основании свидетельств исторических источников о событиях в сопредельных с Тиром регионах предполагается, что правление Баалезора I не было лишено значительных трудностей, вызванных распадом единого Израильского царства на два государства — Северное Израильское и Иудейское царства, а также экспансией египетского фараона Шешонка I в Палестину и Финикию. Предполагается, что эти процессы негативным образом сказались как на политическом, так и на экономическом состоянии Тира.

## Комментарии
1. ↑  По мнению востоковеда Эдварда Липиньского[англ.], правильнее определять продолжительность правления Баалезора I в семь лет[8].